# Друга влада Јована Ристића
Друга влада Јована Ристића је била влада Кнежевине Србије од 13. октобра 1878. до 2. новембра 1880.

## Историја

### Долазак на власт
Крајем јула 1878. године Народна скупштина прихватила је извештај о решењима „српског питања“ на Берлинском конгресу и прогласила независност Србије, након чега је распуштена, а заказани су нови избори. На новој Скупштини, изабраној 29. октобра, либерали су добили још убедљивију већину. Још пре септембарских избора, акционо министарство (Михаиловић-Ристић) дало је оставку. Пред Јованом Ристићем се повлаче Стевча Михаиловић и Јеврем Грујић што је значило нестанак светоандрејских либерала са политичке сцене. Ристић је постао председник владе и министар иностраних послова.

### Нишка скупштина
Прво питање које је Ристићева влада (1878—1880) морала да решава било је питање уређења нових крајева. Укидање феудализма и уређење аграрних односа представљало је највећу потешкоћу. Друго је било финансијско питање, проистекло из обавезе да се врате ратни дугови. Треће је било питање железница и трговинских уговора. Ради ршавања најважнијих питања, сазвана је 1878/9. године Скупштина у Нишу. По први пут се појавио на Скупштини доскорашњи следбеник Светозара Марковића, Никола Пашић. Највише сукоба било је око питања слободе штампе коју власти нису хтеле да поврате са укидањем ванредног стања. Слободоумни Закон о штампи донела је влада Љубомира Каљевића 1875. године. Ристићева влада настојала је да сачува намеснички Закон о штампи из 1870. године (донет на првој законодавној Скупштини у Крагујевцу) са његовом чувеном прикривеном цензуром. Опозиција се борила за Закон из 1875. године. Нови Закон о штампи из 1879. године представљао је неку врсту компромиса ранија два: уредник листа морао је имати најмање 25 година, да је способан да располаже својим иметком, да је доброг владања, неосуђиван и да има факултетско образовање. Нарочито оштро били су напади на владину пореску политику, односно на патентарину (порез на радње). Скупштинска већина се осипа, што је навело министра финансија, Владимира Јовановића, да да оставку. Ристић је одустао од патентарине и задовољио се већим порезом.

### Освојени крајеви
Сређивање питања нових крајева отпочело је још 1878. године уређењем судске и полицијске власти. Полиција је привремено добила и судске надлежности. Октобра месеца почела је да ради међународна комисија за разграничење Србије и Турске која је највећи део посла завршила до зиме, а остатак маја 1879. године. Закон о уређењу нових крајева од децембра 1878. године поделио је новоосвојене територије на 4 округа: нишки, пиротски, врањски и топлички округ. Окружне, среске и месне власти организоване су као у осталим крајевима Србије. Проблем је представљало питање спровођења Закона о аграрним односима, односно развлашћивање турских поседника спахија и читлук-сахибија и присвајања њихове земље. Берлински споразум јамчио је имовинска права муслиманских земљопоседника (чл. 39.), али су сељаци својевољно отимали земљу од поседника. Српска влада осуђивала је такве поступке народа на речима, али их је у ствари прећутно прихватала. Под међународним притиском због кршења Берлинског споразума, влада и Скупштина морале су пристати (Законом из 1880. године) да дају откуп турским земљопоседницима. Сељаци су постали власници земље које обрађују, али су у року од 5 година морали исплатити надокнаду дотадашњим господарима, о чему су се они сами са њима имали договарати. Како је договор био тешко постићи, радиле су комисије за процену које су доносиле пресуде углавном у корист сељака. Власници су се жалили Порти, а она великим силама. Питање је решила напредњачка влада 1882. године која је закључила инострани аграрни зајам помоћу кога је одједном исплатила скромно обештећење турским феудалцима. Порез сељацима разрезан је на следећих 15 до 20 година.

### Црквено питање
Ристићева влада решавала је и црквено питање, односно одвајање српске цркве од Цариградске патријаршије. Патријарху Јоакиму III обратио се српски митрополит Михаило маја 1879. године. Цариградски синод прихватио је независност српске цркве.

### Опозиција
У време Нишке скупштине долази до повезивања и окупљања опозиције у јавности. Значајан тренутак представља оснивање листа „Видело“, гласила младоконзервативне групе, односно присталица доследног либерализма. Скупштинску опозицију Ристићу чинили су углавном Пашићеви радикали, док су у јавности опозицију претежно чинили младоконзервативци. До 1880. године владала је сарадња између њих и радикала.

### Железничко питање
Спољну политику Србије у годинама након стицања независности карактерише све чвршће везивање за Аустро-Угарску. Либерална влада је 1880. године ушла у решавање питања железничког и трговачког уговора са Аустро-Угарском. Обавезе су проистицале из Берлинског уговора, а преузео их је Ристић. Најпре се, по жељи Аустро-Угарске, преговарало о железничком питању. Србија је преузела обавезу да у року од 3 године изгради целу пругу Београд-Ниш-Врање и да је повеже са аустроугарском (железничка конвенција, 28. март 1880. године). Србија се није обавезала да изгради и крак Ниш-Пирот. Опозиција је нападала конвенцију на ванредном заседању Скупштине у Крагујевцу (мај 1880.) говорећи да ће железница упропастити српску привреду због поплаве иностране робе. Влада се бранила обавезама преузетим у преговорима са Аустријом и економском рачуницом: Србија ће железницом бити повезана са Солуном и Егејским морем. Ристићева влада пала је због другог питања, питања трговинског уговора са Аустро-Угарском.

### Трговински уговор са Аустро-Угарском
Трговачким уговором са Великом Британијом (1880) Србија је ослобођена режима међународних капитулација које су странцима обезбеђивале повлашћен положај. Уследило је склапање више трговинских уговора са другим балканским и европским државама, као и са Турском и САД. Трговински односи са Аустро-Угарском заснивали су се на турско-аустријском трговинском уговору из 1862. године који је био повољан по Аустро-Угарску (давао јој је право да повећава царину по сопственој жељи, док је Србија била ограничена на 3%). Због тога се Аустро-Угарској није журило да решава ово питање, те је питање железница ставила на прво место. У преговорима око трговинског питања, Аустро-Угарска се према Србији није понашала као према равноправном преговарачу сматрајући да она има право на повлашћени положај у Србији. Више пута је прекидала преговоре и претила царинским ратом, што би представљало катастрофу за српски извоз. У отпору Аустро-Угарској, Србија је имала подршку једино у удаљеној Британији, те је подршка имала само моралну вредност. Аустроугарска влада поставила је Ристића пред избор: политичка капитулација или царински рат. Ристић је био спреман за економски рат, због чега га је кнез Милан отпустио. Тиме је завршена ера владавине либерала.

## Чланови владе
| Функција                                                  | Слика               | Име и презиме       | Детаљи                                             |
| --------------------------------------------------------- | ------------------- | ------------------- | -------------------------------------------------- |
| Председник министарског савета и министар иностраних дела |                     | Јован Ристић        |                                                    |
| Министар унутрашњих дела                                  |                     | Радивоје Милојковић | до 25.7/6.8. 1879.                                 |
| Министар унутрашњих дела                                  |                     | Јаков Туцаковић     | до 5/17.6. 1880.                                   |
| Министар унутрашњих дела                                  | Радивоје Милојковић |                     |                                                    |
| Министар правде                                           |                     | Димитрије Матић     | до 5/17.12. 1879.                                  |
| Министар правде                                           |                     | Стојан Вељковић     | до 5/17.6. 1880.                                   |
| Министар правде                                           | Јован Ђ. Авакумовић |                     |                                                    |
| Министар финансија                                        |                     | Владимир Јовановић  | до 15/27.11. 1879.                                 |
| Министар финансија                                        |                     | Илија Маретић       | до 5/17.6 1880.                                    |
| Министар финансија                                        | Владимир Јовановић  |                     |                                                    |
| Министар просвете и црквених дела                         |                     | Алимпије Васиљевић  | до 8/20.3. 1879.                                   |
| Министар просвете и црквених дела                         |                     | Стојан Бошковић     | до 5/17.6.1880.                                    |
| Министар просвете и црквених дела                         | Алимпије Васиљевић  |                     |                                                    |
| Министар војске                                           |                     | Јован Мишковић      |                                                    |
| Министар грађевина                                        |                     | Ранко Алимпић       | до 14/26.4.1880.                                   |
| Министар грађевина                                        |                     | Стеван Здравковић   | заступник, до 5/17.6.1880, а тада потврђен у звању |